# Marjean Holden
Marjean Holden (Mineápolis, Minnesota, Estados Unidos, 3 de noviembre de 1964) es una actriz estadounidense conocida por sus papeles de televisión como la Dra. Sarah Chambers en la serie de ciencia ficción Crusade y como Arina en la serie de aventuras BeastMaster. Holden también interpretó el papel de navegador de las Fuerzas Terrestres a bordo del Excalibur en la película Babylon 5: Un llamado a las armas antes de incorporarse al reparto de Crusade. También apareció como Sheeva en la película Mortal Kombat: Aniquilación e interpretó a Jesse Gavin, una policía encubierta que se especializa en artes marciales junto a Cory Everson en Ballistic (1995). Holden fue a la Universidad del Norte de Arizona y la Arizona State University.

## Vida y carrera
Holden hizo su debut como actriz profesional en 1987 en la película Bill & Ted's Excellent Adventure. Tuvo papeles de estrella invitada en JAG, Cuentos de la Cripta, Star Trek: Espacio Profundo Nueve, La Femme Nikita, El príncipe de Bel-Air, De repente, Susan, y en The Steve Harvey Show. También apareció en El mundo perdido de Steven Spielberg y Speed 2: Cruise Control de Jan De Bont, así como en otras películas como Experimento Filadelfia II como Jess.
Fuera del mundo del cine y la televisión, ha trabajado con veteranos de guerra, y recibió un premio de la Orden Militar del Corazón Púrpura en 1996 por cuidar de veteranos heridos.

## Filmografía (Selección)
| Año       | Título                     | Papel                 | Notas                              |
| --------- | -------------------------- | --------------------- | ---------------------------------- |
| 1993      | Philadelphia Experiment II | Jess                  |                                    |
| 1995      | Ballistic                  | Jesse                 |                                    |
| 1997      | Mortal Kombat 2            | Sheeva                |                                    |
| 1999      | Babylon 5: A Call to Arms  | Oficial de navegación | Película de televisión             |
| 1999-1999 | Crusade                    | Sarah Chambers        | Serie de televisión (13 episodios) |
| 2000-2002 | Beastmaster                | Arina                 | Serie de televisión (22 episodios) |
| 2005      | Hostage                    | Carol Flores          |                                    |